# متمتة
مِتمِتة (بالأمهرية: ሚጥሚጣ)‏ هو خلطة توابل تستخدم في إثيوبِية. لونه برتقالي-أحمر ويحتوي على الفلفل الحار الأفريقي المطحون ، الهيل الإثيوبية (كوريما) ، والقرنفل ، والملح .  يحتوي أحيانًا على بهارات أخرى بما في ذلك القرفة والكمون والزنجبيل .
يستخدم الخليط لتتبيل طبق اللحم البقري النيء كِفتو ويمكن أيضًا رشه على الفول المدمس. يمكن تقديم المِتمِتة على شكل بهار ورشها على أطباق أخرى أو ملعقة على قطعة من عنجيرة بحيث يمكن غمس اللقمة برفق فيها.